# ناردينية
الناردينية (الاسم العلمي:Valerianaceae) هي فصيلة سابقة من رتبة الممشقيات توضع حالياً في الفصيلة الخمانية. النباتات الناردينية هي عموما عشبية وأوراقها في كثير من الأحيان لديه قوية وذات رائحة كريهة. تتواجد بشكل طبيعي في معظم مناطق العالم باستثناء أستراليا. تزرع بعض أنواعها كنباتات زينة أو لاستخدامها في الأدوية العشبية لإحداث الاسترخاء والنوم.
وقد تضمن هذه الفصيلة الأجناس والأنواع التالية:
- وشعة

C. ruber (والريان طويل الزهر, spur valerian or red spur valerian)
- تاكوك (باللاتينية: Fedia)

F. cornucopiae (African valerian, horn of plenty)
- Nardostachys

سنبل هندي (Spikenard)
سنبل هندي
- Patrinia
- Plectritis
- ناردين

V. dioica (marsh valerian)
V. officinalis (ناردين مخزني)
- ناردين صغير

V. locusta (خس النعجة, lamb's lettuce)